# Schmuckkleiber
Der Schmuckkleiber (Sitta formosa) ist eine der seltensten Kleiberarten der Welt. Er kommt im Nordosten von Indien und den benachbarten Regionen vor. Im englischen Sprachraum wird die Art als „beautiful nuthatch“ bezeichnet.

## Merkmale
Der Schmuckkleiber hat einen größtenteils schwarzen Rücken mit weißen Streifen. Der obere Rücken, die Seiten des Rumpfs und die Schultern sind hellblau. Die Unterseite ist dumpf-orange, das Gesicht ist etwas heller. Im dichten Wald sucht der Vogel auf hohen Bäumen nach Insekten.

## Verbreitung

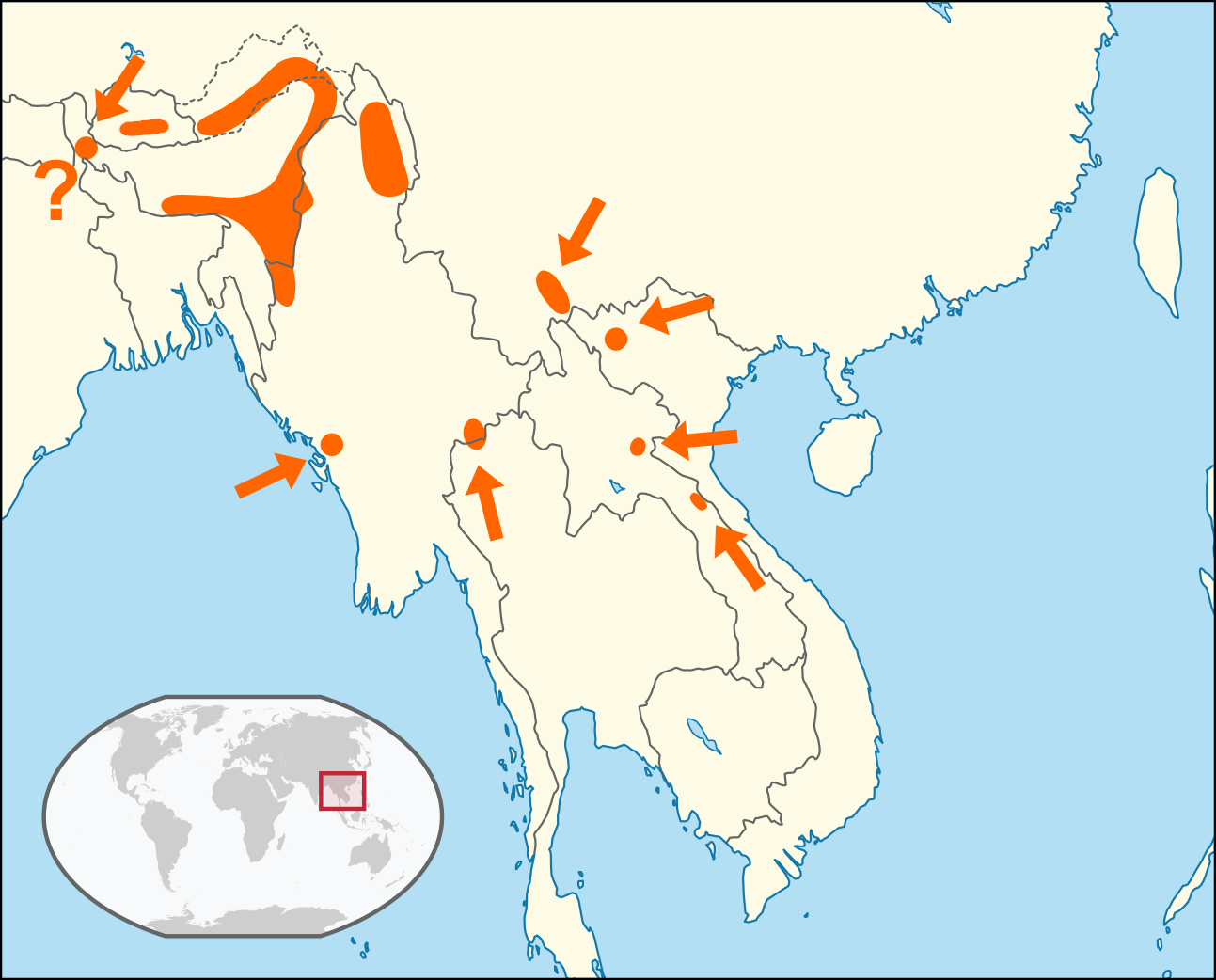
Verbreitungsgebiet

Der Schmuckkleiber kommt in den immergrünen und nur kurzfristig laubabwerfenden Gebirgswäldern des südlichen und südöstlichen Himalaya vor, welche durch niederschlagsreichen Sommermonsun und trockenen Wintermonsun geprägt sind. Der Kleiber wurde in Bhutan, im Nordosten Indiens und Myanmars im Südosten der chinesischen Provinz Yunnan, im Norden von Vietnam und Laos und im Nordwesten Thailands in Höhenlagen von 350 bis 2400 Metern nachgewiesen. Das tatsächlich vom Schmuckkleiber eingenommene Verbreitungsgebiet wird 2008 auf 7800 km2 geschätzt.

## Verhalten
Wie viele andere Kleiberarten nutzt der Schmuckkleiber härtenden Schlamm, um den Eingang seiner Nisthöhle zu verkleben oder baut sein Nest gänzlich aus Lehm an Felsen.

## Gefährdung
Die Population des Schmuckkleibers ist mit schätzungsweise 2500 bis 10.000 adulten Vögeln gering und zudem fragmentiert. Sie nimmt aufgrund der starken Parzellierung und fortschreitenden Reduzierung seiner Habitate weiter ab; 2008 nahm sie nur ein Drittel der für sie geeigneten Habitatfläche ein. Daher gilt sein Status als gefährdet nach IUCN und er fand Eingang in die Rote Liste gefährdeter Arten 2004 und 2009. Die Bestandsgefährdung durch den Klimawandel wird gegenüber Habitatverlusten als geringer eingeschätzt.
Der Schmuckkleiber ist in einigen Naturschutzgebieten verbreitet. So kommt er beispielsweise in Bhutan im Phrumsengla-Nationalpark vor und in Indien im Namdapha-Nationalpark und Mouling-Nationalpark sowie im Eaglenest Wildlife Sanctuary, Sessa orchid Sanctuary, Talle Wildlife Sanctuary, Mehao Wildlife Sanctuary, Kamlang Wildlife Sanctuary und Buxa Tiger Reserve. In Laos kommt er in den National Biodiversity Conservation Areas Nakai-Nam Theun, Nam Xam und Phou Louay vor und in China im Huanglianshan Nature Reserve.

## Taxonomie
Die Art aus der Gattung der Kleiber wurde 1843 von dem englischen Ornithologen Edward Blyth erstbeschrieben. Es werden keine Unterarten unterschieden.